# The End (pièce de théâtre)
Pour les articles homonymes, voir The End.
The End (arabe : آخر ساعة) est une pièce de théâtre tunisienne écrite par Leila Toubel dont la première a lieu en 2009 au théâtre El Hamra de Tunis.
The End fait partie d'une trilogie débutée avec Otages (2006) et achevée avec Monstranum's (2013). The End marque également le retour de Toubel sur scène en tant que comédienne, affirmant son engagement artistique et politique.

## Argument
Œuvre tournée vers la mort, toute la pièce raconte comment le personnage principal, Nejma, se confronte et se prépare à sa propre mort imminente avec une lucidité désarmante,,,.
À travers des dialogues incisifs et des métaphores percutantes, The End critique les dérives de la société : le populisme, la religiosité superficielle, la démocratie factice et l'aliénation médiatique. The End est ainsi perçue comme une œuvre rebelle, un miroir critique de la société tunisienne post-révolutionnaire.

## Fiche technique
- Texte : Leila Toubel
- Mise en scène : Ezzedine Gannoun
- Musique : Alya Sallemi

## Distribution
- Leila Toubel
- Bahri Rahali
- Rym Hamrouni
- Bahram Aloui
- Oussama Kochkar

## Scènes et festivals
- 2010 : Les Récréatrâles (sixième édition)